# Channapura, Nagamangala
Channapura là một làng thuộc tehsil Nagamangala, huyện Mandya, bang Karnataka, Ấn Độ.